# Mbanika
Mbanika è la seconda più grande isola delle Isole Russell nella Provincia Centrale delle Isole Salomone. L'insediamento principale dell'isola è Yandina.